# Technique de la multiplication en Chine antique
La multiplication, en Chine antique, se pratiquait avec des bâtonnets. Multiplions par exemple 28 par 45, il faut d'abord décaler le nombre inférieur (en n'oubliant pas de changer l'écriture si besoin).
| étape 1 | étape 2   | étape 3 | étape 4      | étape 5                      | étape 6             | étape 7         | étape 8        |
| ------- | --------- | ------- | ------------ | ---------------------------- | ------------------- | --------------- | -------------- |
|         |           |         |              |                              |                     |                 |                |
|         | on décale | 4×2=8   | 5×2=10 8+1=9 | on efface le 20 et on décale | 4×8=32 et 90+32=122 | 5×8=40 et 4+2=6 | on efface le 8 |

Donc 45 × 28 = 1260.